# Roquemaure, Gard
Roquemaure là một xã ở tỉnh Gard, Pháp. Xã Roquemaure, Gard nằm ở khu vực có độ cao trung bình 25 mét trên mực nước biển.
Thành phố Avignon nằm gần thị trấn. Xã nổi tiếng với La Fête du Baiser, lễ hội hôn, bắt đầu từ năm 1989.